# 林內山 (三民區)
林內山，又稱獅山、獅頭山，位於台灣高雄市三民區鼎金里，金獅湖風景區內，坐落在金獅湖東面，海拔37公尺。

## 歷史
林內山舊稱虎頭山仔，後經堪輿師勘定此地有一靈穴—臥獅穴，因此演變成獅山，或獅頭山，而山三面環湖，南、北、西面被金獅湖圍繞，其南、北、西坡共三條登山步道可登頂，山頂原設有三等三角點865號，現已遺失，僅存內補三等三角點45號。

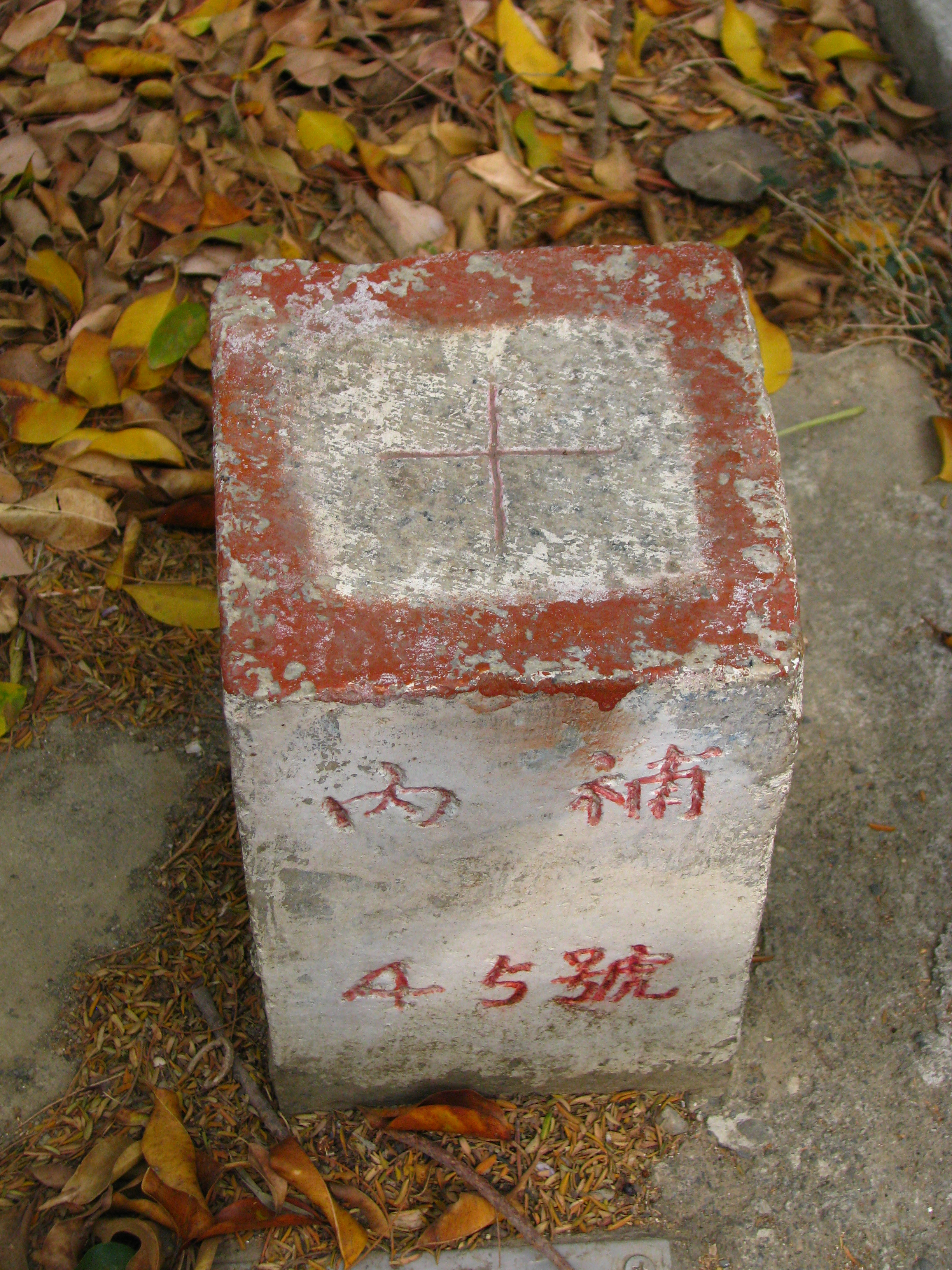
林內山三角點—內補三等三角點45號

## 周圍設施
整體：林內山整個位於金獅湖風景區內
東面：國道一號
西面：高雄道德院、金獅湖
南面：覆鼎金保安宮、金獅湖
北面：金獅湖